# Discografia de Shontelle
A discografia de Shontelle contém dois álbuns de estúdio, cinco singles e sete vídeos de música.
Shontelligence, álbum de estreia, foi lançado em 18 de novembro de 2008. O álbum alcançou no número 115 na Billboard 200, vendendo 6 200 cópias em sua primeira semana, e chegou ao número 24 no Top R&B/Hip-Hop Albums. Foi relançado em 10 de março de 2009, e desde então vendeu 50 000 cópias nos Estados Unidos. "T-shirt" foi o primeiro single lançado pela Shontelle, em julho de 2008, e alcançou o número 36 na Billboard Hot 100, tornando-se um sucesso moderado. No entanto, chegou ao top 10 no Reino Unido, no número seis. O segundo single do álbum, Stuck with Each Other, com Akon, foi lançado em fevereiro de 2009, nos Estados Unidos, e em maio de 2009 no Reino Unido. O single não entrou na parada dos Estados Unidos, mas alcançou o número 23 no Reino Unido.
O segundo álbum do Shontelle, No Gravity foi lançado nos Estados Unidos em 21 de setembro de 2010. Na primeira semana de lançamento, No Gravity alcançou o número 81 na Billboard 200, vendendo 7 000 cópias. O primeiro single do álbum, "Impossible", foi lançado em fevereiro de 2010 para download digital, mas não conseguiu obter sucesso até maio de 2010, quando estreou na Billboard Hot 100. Desde então se tornou seu single de maior sucesso até então, atingindo o número treze na Billboard Hot 100. O segundo single do álbum, "Perfect Nightmare", foi lançado em agosto de 2010. "Say Hello to Goodbye" foi lançado a rádio pop em 15 de março como o terceiro single.

## Álbuns de estúdio
| Ano  | Detalhes do Álbum                                                                                          | Melhores posições | Melhores posições | Vendas                 |
| Ano  | Detalhes do Álbum                                                                                          | UK                | EUA               | Vendas                 |
| ---- | --- | ----------------- | ----------------- | ---------------------- |
| 2008 | Shontelligence - Lançamento: 18 de novembro de 2008 - Formato(s): CD, download Digital - Gravadora(s): SRC | 147               | 115               | - : 50 000 - : 10 000  |
| 2010 | No Gravity - Lançamento: 21 de setembro de 2010 - Formato(s): CD, download Digital - Gravadora(s): SRC     | 23                | 81                | - : 150 000 - : 20 000 |

## Singles
| Ano  | Canção                             | Melhores posições | Melhores posições | Melhores posições | Melhores posições | Melhores posições | Melhores posições | Melhores posições | Álbum          |
| Ano  | Canção                             | CAN               | DIN               | IRL               | UK                | EUA               | EUA Pop           | EU                | Álbum          |
| ---- | ---------------------------------- | ----------------- | ----------------- | ----------------- | ----------------- | ----------------- | ----------------- | ----------------- | -------------- |
| 2008 | "T-Shirt"                          | 41                | -                 | 26                | 6                 | 36                | 15                | 25                | Shontelligence |
| 2009 | "Stuck with Each Other" ft. (Akon) | -                 | -                 | 46                | 23                | -                 | -                 | 75                | Shontelligence |
| 2009 | "Battle Cry"                       | -                 | -                 | -                 | 61                | -                 | -                 | -                 | Shontelligence |
| 2010 | "Impossible"                       | 33                | 5                 | 28                | 9                 | 13                | 9                 | 28                | No Gravity     |
| 2010 | "Perfect Nightmare"                | -                 | -                 | -                 | 148               | -                 | 40                | -                 | No Gravity     |
| 2011 | "Say Hello to Goodbye"             | -                 | -                 | -                 | -                 | -                 | 30                | -                 | No Gravity     |
| 2013 | "Put On Blast"                     | -                 | -                 | -                 | -                 | -                 | -                 | -                 | por anunciar   |